# Dravinjska dolina
Das europäische Vogelschutzgebiet Dravinjska dolina liegt auf dem Gebiet der Gemeinden Slovenske Konjice, Slovenska Bistrica und Ptuj im Nordosten Sloweniens. Das etwa 19 km² große Vogelschutzgebiet umfasst das untere Drann-Tal von Žiče im Westen bis Doklece im Osten. Die Drann (slowenisch: Dravinja) wurde nicht vollständig reguliert und folgt so teilweise noch ihrem natürlichen Flusslauf. Sie hat sich auch ihre natürliche Dynamik mit regelmäßigen Frühjahrs- und Herbsthochwässern bewahrt. In der Talsohle befinden sich extensiv genutzte Wiesen.

## Schutzzweck
Folgende Vogelarten sind für das Gebiet gemeldet; Arten, die im Anhang I der Vogelschutzrichtlinie geführt sind, sind mit * gekennzeichnet:
| Bild       | Anhang I | EU Code | Art        | wissenschaftlicher Name |
| ---------- | -------- | ------- | ---------- | ----------------------- |
| Eisvogel   | *        | A229    | Eisvogel   | Alcedo atthis           |
| Weißstorch | *        | A031    | Weißstorch | Ciconia ciconia         |
| Neuntöter  | *        | A338    | Neuntöter  | Lanius collurio         |